# San-Fernando-Massaker
Das San-Fernando-Massaker war ein Massenmord an 72 lateinamerikanischen Migranten am 24. August 2010, der im Zusammenhang mit dem Drogenkrieg in Mexiko steht. Die Opfer stammten u. a. aus Brasilien, Ecuador, Honduras, Guatemala und El Salvador. Nur zwei der Opfer überlebten den Vorfall.
Die Leichen der Getöteten wurden nach einer Schießerei mit Bandenmitgliedern der Los Zetas in einer Hacienda nahe der Stadt San Fernando im mexikanischen Bundesstaat Tamaulipas entdeckt. Es war das größte Massaker in Mexikos jüngerer Vergangenheit.

## Hintergrund
Viele Auswanderer wollen über Mexiko in die USA auswandern. 43.700 Illegale wurden zwischen Januar und Juli 2010 aufgegriffen und abgeschoben. Zwischen Oktober 2008 und September 2009 wurden mindestens 10.000 von ihnen entführt (Die Interamerikanische Kommission für Menschenrechte (CIDH) spricht von 18.000 pro Jahr). Der Zweck ist meist die Erpressung von Lösegeld von ihren Familien oder Zwangsprostitution. Alleine die Zetas haben laut NGOs auf diese Art von 2006 bis 2010 18 Millionen Dollar eingenommen. Die Straftaten werden selten aufgedeckt, weil Migrationsbehörden, Polizisten und die Drogenmafia oft eng zusammenarbeiten.

## Verlauf

### Massaker
Die 72 Migranten waren am 21. August auf dem Weg zur Grenze der USA von acht bewaffneten Männern aufgehalten worden. Diese brachten sie mit mehreren Fahrzeugen zur Farm, wo sie mit den Händen auf dem Rücken gefesselt wurden. Da sie sich weigerten, logistische Aufgaben zu erledigen und für die Passage in die USA abermals zu bezahlen, da sie in ihren Heimatländern schon bezahlt hatten, wurden sie ermordet. Ihnen wurden die Augen verbunden und sie mussten sich hinlegen. Danach wurden sie mit Schnellfeuerwaffen erschossen.

### Versuchte Festnahme
Ein 18 Jahre alter Ecuadorianer, der einige Tage als einziger Überlebender des Massakers galt, alarmierte am 24. August die mexikanischen Streitkräfte. Die Täter hielten ihn für tot und er konnte sich deshalb mit einer Schussverletzung im Nacken zu einem Kontrollpunkt der Streitkräfte flüchten. Die Marineinfanterie rückte mit Luftunterstützung vor und verwickelte die anwesenden Bandenmitglieder in ein mehrstündiges Feuergefecht, bei dem drei Kriminelle und ein Soldat starben. Ein jugendliches Bandenmitglied konnte festgenommen werden. Der Rest der Los Zetas flüchtete. Auf dem Gelände wurden neben den Ermordeten zahlreiche Waffen, Uniformen und Fahrzeuge entdeckt.

### Verschwundene Ermittler und Fahndung
Laut der ersten Darstellung der Regierung handelte es sich bei den Tätern um Angehörige der Los Zetas, die eine Auseinandersetzung mit dem Golf-Kartell ausgetragen haben sollen.
Zwei mit dem Fall betraute Beamte (Juan Carlos Suárez Sánchez, ein leitender Polizist, und Roberto Jaime Suárez Vázquez, ein Vertreter der Staatsanwaltschaft) verschwanden am Tag nach dem Massaker. Die beiden enthaupteten Leichname wurden am 27. August in der Ortschaft Méndez in der Nähe des Tatorts gefunden. Noch am gleichen Tag wurden sieben mutmaßlich am Massaker Beteiligte festgenommen. Laut Aussage des Nationalen Sicherheitssprechers, Alejandro Poiré, gehören diese den Los Zetas an.

## Opfer
Die Opfer stammen aus Brasilien, Ecuador, Honduras, Guatemala und El Salvador und wollten über Mexiko in die USA einreisen. Es handelt sich um 14 Frauen und 58 Männer. Diplomatische Vertreter aus den Staaten El Salvador, Ecuador und Brasilien kamen am 26. August nach Tamaulipas, um bei der Identifizierung zu helfen. Am 30. August waren 31 Getötete, davon 14 aus Honduras, 12 aus El Salvador, 4 aus Guatemala und einer aus Brasilien, identifiziert.
Außerdem starben in dem Schusswechsel drei Kriminelle und ein Soldat. Zwei mit dem Fall beschäftigte Beamte wurden ermordet.
Am 2. September wurde bekannt, dass neben einem 18-jährigen Ecuadorianer auch eine weitere Person das Massaker überlebt hat. Um ihn nicht in Gefahr zu bringen, hielten die Behörden seine Identität geheim.

## Reaktionen
Alejandro Poiré, Sicherheitssprecher der mexikanischen Regierung, sprach im Zusammenhang mit dem Massaker von einem Zeichen der Schwäche der Drogenkartelle.
Mexikos Außenministerin Patricia Espinosa Cantellano sprach von einer feigen Tat und drückte ihr Mitgefühl mit den Angehörigen aus. Der ecuadorianische Außenminister Ricardo Patiño verurteilte die Tat und sein Amtskollege aus El Salvador, Hugo Martínez, sagte, er hoffe, dass die Täter gefasst würden.
Der mexikanische Präsident Felipe Calderón verurteilte das Massaker und beschuldigte die Drogenkartelle in der Region.
Am 14. September 2010 trat Cecilia Romero, die damalige Leiterin der Einwanderungsbehörde, aufgrund der Kritiken über den Umgang mit durchreisenden Migranten in Mexiko zurück.
Im August 2024 wurden elf Kartellmitglieder wegen Mordes an 122 Menschen – unter ihnen die 72 Personen des San-Fernando-Massakers – zu je 50 Jahren Haft verurteilt worden. Als Drahtzieher wurde der damalige Regionalchef der Los Zetas, Martin Omar Estrada Luna (alias: „El Kilo“), verurteilt.

## Sonstiges
In unmittelbarer Nähe zu dem Ort des Massakers wurden im April 2011 nach der Festnahme von elf mutmaßlichen Entführern acht Massengräber mit mindestens 60 Leichen gefunden.